# 浜の朝日の嘘つきどもと
『浜の朝日の嘘つきどもと』（はまのあさひのうそつきどもと）は、オリジナルドラマとして、2020年10月30日に放送されたテレビドラマ。監督・脚本はタナダユキ、主演は竹原ピストルと高畑充希。福島中央テレビ開局50周年記念作品。
東日本大震災や東日本台風などの自然災害、新型コロナウイルスの感染拡大といった困難の中、福島県南相馬市に実在する映画館「朝日座」に集まってきた人々の姿を描く。

## キャスト
川島健二 〈39〉
演 - 竹原ピストル
映画監督。生きる希望を失った最中に福島県南相馬市の「朝日座」を訪れる。
茂木莉子 〈26〉
演 - 高畑充希
映画館「朝日座」のもぎり嬢。
森田保造 〈57〉
演 - 柳家喬太郎
映画館「朝日座」の支配人。大のおしゃべり好き。
田中茉莉子
演 - 大久保佳代子
茂木莉子の通う高校教師
藤田慎二 〈39〉
演 - 小柳友
映画監督。南相馬市のドキュメンタリー映画製作のための取材を行う。
今村　
演 - 六平直政
クリーニング店店主。
松山秀子〈78〉
演 - 吉行和子
資産家の未亡人。川島に南相馬市のための映画製作を依頼する。

## スタッフ
- 監督・脚本 - タナダユキ
- 主題歌 - Hakubi「アカツキ」
- プロデューサー - 斎藤裕樹、菅澤大一郎（福島中央テレビ）、藤原努、宮川宗生（ホリプロ）
- 制作協力 - ホリプロ
- 製作著作 - 福島中央テレビ

## 受賞
- 第58回ギャラクシー賞 テレビ部門「選奨」入賞（2020年度）[3]
- 2021年日本民間放送連盟賞テレビドラマ部門 ”最優秀賞”受賞

## 放送局
このドラマの制作局である福島中央テレビは日本テレビ系列局のため、基本的に日本テレビ系列加盟各局にて放送された。なお、関東地方については同地方を放送エリアとしている日本テレビ放送網ではなく、独立テレビ局にて放送された。
| 放送地域       | 放送局             | 放送期間       | 放送日:            | 放送系列                                     | 備考                                            |
| -------------- | ------------------ | -------------- | ------------------ | -------------------------------------------- | ----------------------------------------------- |
| 福島県         | 福島中央テレビ     | 2020年10月30日 | 金曜 18:50 - 19:56 | 日本テレビ系列                               | 製作局 再放送 2021年12月31日 木曜 11:45 - 12:55 |
| 北海道         | 札幌テレビ         | 2020年11月21日 | 土曜 14:30 - 15:35 | 日本テレビ系列                               |                                                 |
| 青森県         | 青森放送           | 2020年12月29日 | 火曜 25:54 - 26:59 | 日本テレビ系列                               |                                                 |
| 岩手県         | テレビ岩手         | 2020年12月26日 | 土曜 13:55 - 15:00 | 日本テレビ系列                               |                                                 |
| 宮城県         | ミヤギテレビ       | 2020年12月29日 | 火曜 25:55 - 27:00 | 日本テレビ系列                               |                                                 |
| 秋田県         | 秋田放送           | 2021年1月1日   | 金曜 24:45 - 25:55 | 日本テレビ系列                               |                                                 |
| 山形県         | 山形放送           | 2020年12月28日 | 月曜 23:59 - 25:04 | 日本テレビ系列                               |                                                 |
| 千葉県         | チバテレビ         | 2021年4月7日   | 土曜 19:00 - 20:00 | 独立協                                       |                                                 |
| 神奈川県       | テレビ神奈川       | 2021年1月2日   | 土曜 14:00 - 15:05 | 独立協                                       |                                                 |
| 東京都         | TOKYO MX           | 2021年1月10日  | 日曜 11:50 - 12:50 | 独立協                                       |                                                 |
| 石川県         | テレビ金沢         | 2021年1月3日   | 土曜 25:49 - 26:56 | 日本テレビ系列                               |                                                 |
| 福井県         | 福井放送           | 2020年12月30日 | 水曜 23:59 - 25:04 | 日本テレビ系列                               |                                                 |
| 山梨県         | 山梨放送           | 2020年12月31日 | 木曜 14:05 - 15:10 | 日本テレビ系列                               |                                                 |
| 中京広域圏     | 中京テレビ         | 2021年1月3日   | 日曜 24:52 - 25:57 | 日本テレビ系列                               |                                                 |
| 近畿広域圏     | 読売テレビ         | 2021年2月23日  | 火曜 26:16 - 27:35 | 日本テレビ系列                               |                                                 |
| 富山県         | 北日本放送         | 2021年1月1日   | 金曜 26:40 - 27:45 | 日本テレビ系列                               |                                                 |
| 鳥取県・島根県 | 日本海テレビ       | 2020年12月30日 | 水曜 25:29 - 26:34 | 日本テレビ系列                               |                                                 |
| 広島県         | 広島テレビ         | 2020年12月29日 | 火曜 27:20 - 28:30 | 日本テレビ系列                               |                                                 |
| 山口県         | 山口放送           | 2020年12月27日 | 日曜 10:25 - 11:30 | 日本テレビ系列                               |                                                 |
| 徳島県         | 四国放送           | 2020年12月20日 | 日曜 14:55 - 16:00 | 日本テレビ系列                               |                                                 |
| 香川県・岡山県 | 西日本放送         | 2020年12月29日 | 火曜 25:59 - 27:04 | 日本テレビ系列                               |                                                 |
| 愛媛県         | 南海放送           | 2020年12月28日 | 月曜 5:30 - 6:05   | 日本テレビ系列                               |                                                 |
| 高知県         | 高知放送           | 2020年12月28日 | 月曜 8:25 - 9:30   | 日本テレビ系列                               |                                                 |
| 熊本県         | くまもと県民テレビ | 2020年12月28日 | 月曜 16:45 - 17:50 | 日本テレビ系列                               |                                                 |
| 大分県         | テレビ大分         | 2020年12月22日 | 火曜 25:24 - 26:29 | 日本テレビ系列 フジテレビ系列                |                                                 |
| 宮崎県         | テレビ宮崎         | 2020年12月27日 | 火曜 15:50 - 16:55 | フジテレビ系列 日本テレビ系列 テレビ朝日系列 |                                                 |
| 長崎県         | 長崎国際テレビ     | 2021年1月3日   | 日曜 4:40 - 5:45   | 日本テレビ系列                               |                                                 |
| 鹿児島県       | 鹿児島読売テレビ   | 2021年3月11日  | 木曜 25:34 - 26:39 | 日本テレビ系列                               |                                                 |
| 福岡県         | 福岡放送           | 2021年1月10日  | 日曜 25:50 - 26:55 | 日本テレビ系列                               |                                                 |

## 映画
テレビドラマ版の前日談として、2021年9月10日に公開された。それぞれテレビドラマ版同様に監督・脚本はタナダ、主演は高畑が務める。映画の舞台となった福島県では8月27日に先行公開された。

### キャスト（映画）
浜野あさひ（茂木莉子）
演 - 高畑充希
映画館「朝日座」のもぎり嬢。恩師との約束を果たすために「朝日座」再建に奔走する。
森田保造
演 - 柳家喬太郎
映画館「朝日座」の支配人。時代の流れに逆らえず「朝日座」閉館を決意する。
田中茉莉子
演 - 大久保佳代子
莉子の高校時代の恩師。莉子に「朝日座」再建のきっかけを与える。
岡本貞雄
演 - 甲本雅裕
地元の不動産会社「岡本不動産」の経営者。莉子の「朝日座」再建に協力する。
チャン・グオック・バオ
演 - 佐野弘樹
ベトナム出身の技能実習生で、茉莉子のボーイフレンド。
市川和雄
演 - 神尾佑
オフィスIの社員。「朝日座」存続を巡って、保造たちと対峙する。
川島健二
演 - 竹原ピストル
浜野巳喜男
演 - 光石研
莉子の父で、タクシー会社社長。
松山秀子
演 - 吉行和子
資産家の未亡人で、「朝日座」の常連。

### スタッフ（映画）
- 脚本・監督：タナダユキ
- 音楽：加藤久貴
- 主題歌：Hakubi「栞」（unBORDE）[12]
- 製作：河田卓司、村松克也、堀義貴、鈴木竜馬、藤本款、渡辺勝也
- エグゼクティブプロデューサー：斎藤裕樹、津嶋敬介
- プロデューサー：菅澤大一郎、藤原努、宮川宗生
- 撮影：増田優治
- 照明：野村直樹
- 録音：小川武
- 美術：井上心平
- 編集：宮島竜治
- 装飾：遠藤善人
- スタイリスト：宮本茉莉
- ヘアメイク：有路涼子
- スクリプター：増子さおり
- CG：諸星勲
- 助監督：松倉大夏
- 制作担当：村山亜希子
- スチール：三木匡宏
- 助成：文化庁文化芸術振興費補助金（映画創造活動支援事業）独立行政法人日本芸術文化振興会
- 配給：ポニーキャニオン
- 制作プロダクション：ホリプロ
- 製作：映画『浜の朝日の嘘つきどもと』製作委員会（福島中央テレビ、ポニーキャニオン、ホリプロ、ワーナーミュージック・ジャパン、クロックワークス、トーハン）